# Joseph Heitman

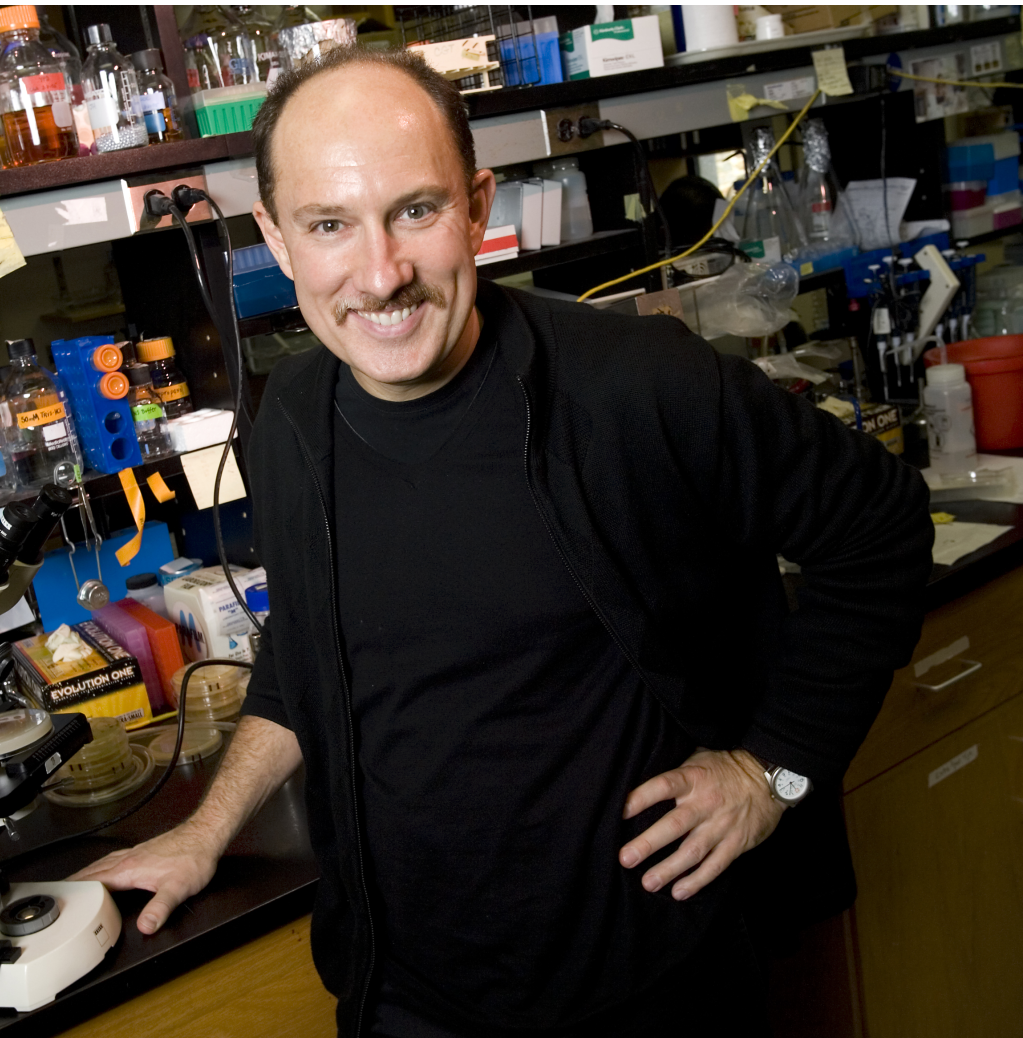
Joseph Heitman (2015)

Joseph Heitman (* 1962 in Ohio) ist ein US-amerikanischer Biochemiker und Mykologe an der Duke University.

## Leben und Wirken
Heitman wuchs in Portage (Michigan) auf und studierte von 1980 bis 1984 Biochemie an der University of Chicago.
Danach hatte Heitman Kontakt zu Josef Fried, Kan Agarwal und Malcolm Casadaban.
Er erhielt 1989 seinen PhD unter Aufsicht von Peter Model und Norton Zinder von der Rockefeller University zusammen mit einem MD vom Cornell Medical College. Mit Geld von der EMBO hielt Joseph Heitman sich anschließend am Biozentrum Basel auf und forschte mit Michael N. Hall und Rao Movva (von Sandoz) an den Signalwegen FKBP12 und TOR (mTOR bei Säugetieren) bei Hefen.
1992 ging Heitman an die Duke University. Daneben war er bis 2005 Forscher am Howard Hughes Medical Institute. Von 1998 bis 2005 erhielt er den Burroughs Wellcome Scholar Award. Außerdem leitet er seit 1998 den Mykologie-Kurs am Marine Biological Laboratory in Woods Hole.
Joseph Heitman berät die Fungal Genome Initiative des Broad Institute, das Fungal Kingdom Genome Project am DOE Joint Genome Institute, die NIAID Genomic Sequencing Centers for Infectious Diseases und das Canadian Institute for Advanced Research (CIFAR)-Programm Fungal Kingdom: Threats & Opportunities.
2018 wurde Heitman der Stanley J. Korsmeyer Award zugesprochen. Seit 2020 ist er Mitglied der American Academy of Arts and Sciences und seit 2021 sowohl der National Academy of Sciences als auch der Leopoldina, seit 2024 der National Academy of Medicine.

## Forschungsgebiet
- Modellorganismus Cryptococcus[5]

## Reviews
- über die Cyclophiline: mit Ping Wang: Cyclophilins. In: Genome Biology. Band 6, Nr. 7, 2005, S. 226, doi:10.1186/gb-2005-6-7-226.
- On the Discovery of TOR As the Target of Rapamycin. In: PLOS Pathogens. Band 11, Nr. 11, 5. November 2015, S. e1005245, doi:10.1371/journal.ppat.1005245.
- E Pluribus Unum: The Fungal Kingdom as a Rosetta Stone for Biology and Medicine. In: Genetics. Band 213, Nr. 1, September 2019, S. 1–7, doi:10.1534/genetics.119.302537.